# Milicogate
Milicogate es un caso de corrupción en Chile, específicamente de fraude y desviación de fondos públicos de la Ley Reservada del Cobre perpetrado por miembros del Ejército de Chile. El caso fue dado a conocer por el diario The Clinic en 2015, en una serie de reportajes firmados por el periodista Mauricio Weibel. A marzo de 2019, la indagatoria judicial estimaba en más de $6.100 millones los montos defraudados.
Entre los militares procesados por fraude fiscal y enriquecimiento ilícito se encuentran el excomandante en jefe del Ejército de Chile, Juan Miguel Fuente-Alba, y el general en retiro Héctor Ureta. Este último, paradójicamente, era quien en los comienzos del caso acusaba a otros mandos del Ejército de actos ilícitos. De acuerdo con la magistrada a cargo del caso, Romy Rutherford, «hay presunciones fundadas de que al uniformado le ha correspondido una intervención directa e inmediata en la ejecución de los hechos en calidad de autor».  También se encuentran procesados los coroneles Jorge Silva Hinojosa por el presunto delito de fraude al fisco y el coronel Clovis Montero Barra como autor de delitos reiterados de fraude al fisco y falsedad documental.
Anteriormente, el ministro Omar Astudillo, primer instructor de la causa, procesó a tres generales que desempeñaron el cargo de Comandantes de Apoyo a la Fuerza por el delito de incumplimiento de deberes militares. Los Generales Antonio Cordero, Jorge Salas y Miguel Muñoz, sin embargo, la medida fue revocada por la Corte Marcial por considerar que «si bien los hechos que se imputan podrían constituir infracciones de orden administrativo, los mismos resultan, en cambio, insuficientes en esta etapa de la investigación para tener por establecida la existencia del delito de incumplimiento de deberes militares que se atribuyen a los inculpados, como comandante del Comando de Apoyo a la Fuerza».
La palabra «Milicogate» fue acuñada por el editor de creativo de The Clinic, Francisco Castillo, en alusión a «milico», nombre coloquial para los miembros del Ejército (militares) en Chile, y el sufijo «gate», una terminación empleada informalmente para diversos escándalos de corrupción.

## Antecedentes
En el año 1958, durante el segundo gobierno del presidente Carlos Ibáñez del Campo, se promulgó la Ley Reservada del Cobre que otorgaba el 15% de los impuestos de la minería directamente a la financiación de las fuerzas armadas, sin control de la Contraloría General de la República ni del Congreso Nacional.
Al paso de los años, la ley fue modificada varias veces, pasando de un 15% de los impuestos a un 10% de las ventas totales de las faenas de extracción de cobre de Codelco.

## Modus operandi
El modus operandi de los fraudes consistían en el uso de boletas y facturas falsas para extraer el dinero, las cuales no estaban reconocidas por el Servicio de Impuestos Internos (SII), mediante la compra de material bélico inexistente. Dentro de los involucrados del Ejército se encuentran el coronel Clovis Montero y el cabo Juan Carlos Cruz, ambos relacionados con las finanzas del Ejército. El dinero pertenecía a saldos sobrantes de, por ejemplo, cambios de peso chileno a dólar estadounidense. Se emitían facturas por servicios no prestados de proveedores del Ejército, como Frasim (Francisco Huincahue), Raúl Fuentes Quintanilla y Waldo Pinto. El encargado de extraer los fondos era Cruz, que trabajaba en la contabilidad del Ejército, mientras Montero se encargaba de conseguir las facturas y apurar los pagos.

## Descubrimiento e investigación
En marzo de 2014, mientras revisaba unas facturas, el tesorero del Ejército, el coronel Samuel Poblete, detecta irregularidades y se da cuenta de que la firma y el puesto de uno de los oficiales que firmaba no correspondían. Al tomar contacto con uno de ellos, pudo comprobar que estaba frente a un fraude, informando de ello de forma inmediata. Al exigir explicaciones al coronel Montero, este se desliga del hecho, inculpando de todo al cabo Cruz.[cita requerida]
El caso es investigado por la abogada Paola Jofré, de la VI Fiscalía Militar. En las llamadas a declarar de los imputados, ninguno reconoce estar completamente involucrado en la malversación de fondos. Mientras se revisaban más facturas, otras en situación irregular aparecían, pasando de unas decenas de millones de pesos al nivel de miles de millones de pesos, los cuales en palabras del coronel Montero “Se gastaron la plata en casinos, propiedades, caballos y fiestas”. Entre los gastos más sonados, está el gasto de más de 2000 millones en casinos. El nivel y alcance de las acusaciones llegaron a provocar la entrada de la justicia ordinaria con una querella de parte del Consejo de Defensa del Estado (CDE) en contra de los responsables civiles.
En 2016, el general en retiro Héctor Ureta junto con el diputado Jaime Pilowsky denunciaron un supuesto borrado de datos desde los servidores del Comando de Ayuda de la Fuerza, sospechando de una red más amplia de implicados. El diputado hizo hincapié en el nulo control de los asuntos militares por parte del poder político.

## Nuevos antecedentes

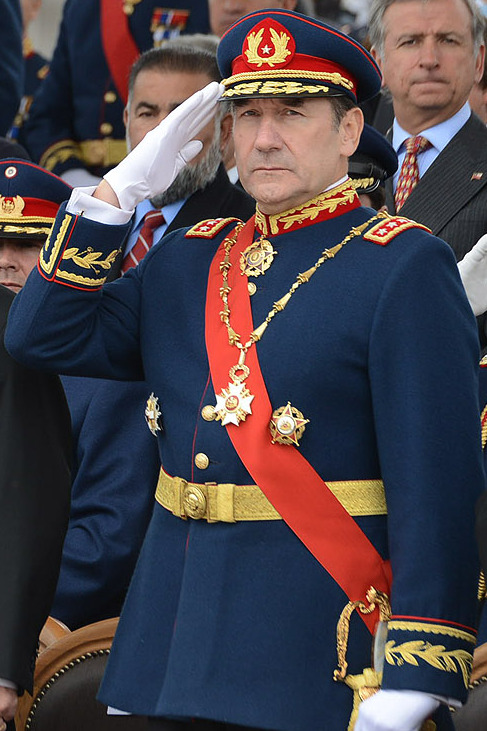
El General (r) Juan Miguel Fuente-Alba, desde 2019 preso y procesado por fraude fiscal y enriquecimiento ilícito durante su generalato, siendo una arista del caso.

En abril de 2016, el ministro en visita Omar Astudillo citó al excomandante en jefe, general (r) Juan Miguel Fuente-Alba debido a que poseía más de 1000 millones de pesos en bienes, los cuales presuntamente no tienen justificación. Se presentaron pruebas como traspaso de automóviles de lujo, traspaso de bienes raíces y sociedades entre la familia del general. Debido a los costos de sus inversiones y compras comparadas con su sueldo de unos cuatro millones, se inició una causa por incremento patrimonial injustificado.
En mayo de 2016, el proveedor del Ejército Patricio Reyes presentó una querella criminal en contra de Virgilio Cartoni por irregularidades en la compra de uniformes militares, en cuya licitación no se pagaron impuestos por más de 1000 millones de pesos y hubo un sobreprecio de alrededor de 302 millones de pesos. Las compras realizadas por Cartoni (Comercializadora, Exportadora e Importador CyM S.A.) se realizaron por una empresa externa (Servicios de Abastecimiento y Mantención Limitada) de propiedad del empresario iquiqueño Jorge Neira Hernández. Además se presentó otra querella en contra del general (r) Antonio Cordero por autorizar la licitación. Sin embargo, esta acusación de parte del proveedor Reyes se consideró que carecía de sustento, por cuanto el sistema de adquisiciones del Ejército para los montos involucrados exige la aprobación a través del Comité Permanente de Adquisiciones, con una resolución del propio Comandante en Jefe.
En agosto de 2016, la comisión especial investigadora de la Cámara de Diputados (responsable de indagar las responsabilidades administrativas en el fraude), publicó en su página los resultados de la investigación. Entre las conclusiones, se destacan la falta de fiscalización de Contraloría General de la República, poco control legislativo por parte del Ministerio de Defensa Nacional y la responsabilidad del excomandante Fuente-Alba en el monitoreo de gastos. Además responsabilizó a los generales que ejercieron el mando de la Contraloría del Ejército y del Comando de Apoyo a la Fuerza, calificándolos de negligentes. La principal recomendación hecha fue la derogación de la Ley Reservada del Cobre.
Dos años más tarde, el 5 de octubre de 2018, el Séptimo Juzgado de Garantía de Santiago, zanjó la decisión de la persecutora de Alta Complejidad de la Fiscalía Centro Norte, Ximena Chong, de no perseverar en la investigación por delitos tributarios que se seguía en contra del proveedor del Ejército Virgilio Cartoni, lo que dejó sin sustento la acusación del proveedor Reyes.